# Dimitri Baveas
Dimitri Baveas (29 de junio de 1988) es un actor de cine y televisión australiano. Es  conocido principalmente por su papel de Dimitri en la cinta de DreamWorks, Las ruinas (2008) producida por Ben Stiller, y el asesino en la exitosa película televisiva australiana Underbelly Files: Tell Them Lucifer Was Here, estrenada en febrero de 2011.

## Biografía
La primera vez que Dimitri actuó fue a la edad de 15 años, cuándo se le concedió una beca para la Australian Acting Academy de entre más de 1.000 aspirantes y luego se mudó a la Queesland Actors Playhouse para trabajar en varias producciones teatrales. Además continuó practicando con el director de casting ganador del premio Emmy, Tom McSweeney. Dimitri asistió a la Anglican Church Grammar School y completó un grado en Farmacia en la Universidad de Queensland.
Dentro de sus otros trabajos destacan Your Worst Animal Nightmares (2009), Sinbad and the Minotaur (2011) como Pericles, Sea Patrol (2011) como Jesus, The Slap (2011) como Ali, Sione's 2: Unfinished Business (2012) como Tony, Redfern Now (2012) como Justin, Winners & Losers (2014) como Noah Foley y Healing (2014) como Yousef.